# Río Sasso
El río Sasso es un curso natural de agua que nace en la cordillera de los Andes, fluye en dirección general noreste y desemboca en el río Mostazal de la cuenca del río Limarí.

## Historia
Luis Risopatrón lo describe brevemente en su Diccionario Jeográfico de Chile de 1924:: 834 
Saso (Quebrada de) 30° 48' 70° 35' Corre hacia el NW i desemboca en la de El Mostazal, a corta distancia.ai E del caserío de El Maiten; presenta minerales de oro i cobre. 9.1, 42, p. 354; 118. p. 174; i 134; i rio Sasso en 6?, II, p. 280.

## Población, economía y ecología
El Consejo de Monumentos Nacionales de Chile considera a la cordillera del río Sasso como uno de los 40 humedales prioritarios de Chile. Se trata de un área de 14 mil hectáreas con humedales altoandinos, glaciares rocosos y flora y fauna endémica.